# Kopalnia Węgla Kamiennego Bytom
Kopalnia Węgla Kamiennego Bytom (do 1945 r. niem. Beuthengrube ) – kopalnia węgla kamiennego, działająca od 1923 r. (budowa ukończona w 1928 r.) do 31 grudnia 1974  w Bytomiu. Zabudowania kopalni znajdowały się na północ od Dąbrowy Miejskiej (obecnie część dzielnicy Stroszek-Dąbrowa Miejska), na terenie której prowadzone było wydobycie  . 1 stycznia 1975 została połączona z Kopalnią Węgla Kamiennego Radzionków, od tego czasu funkcjonując jako całość pod nazwą Kopalnia Węgla Kamiennego Powstańców Śląskich .

## Historia

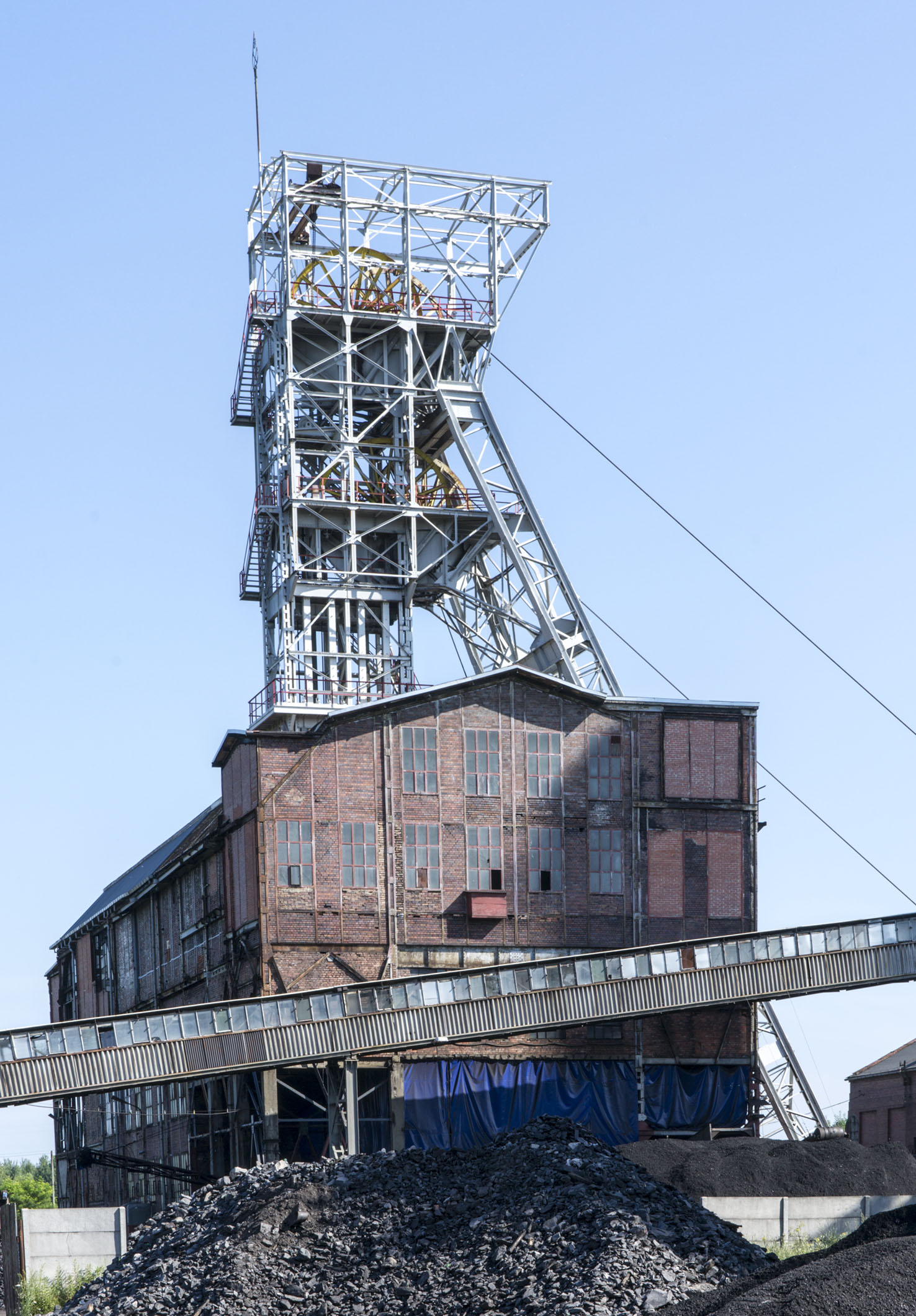
Szyb Kopernik w 2013 r.

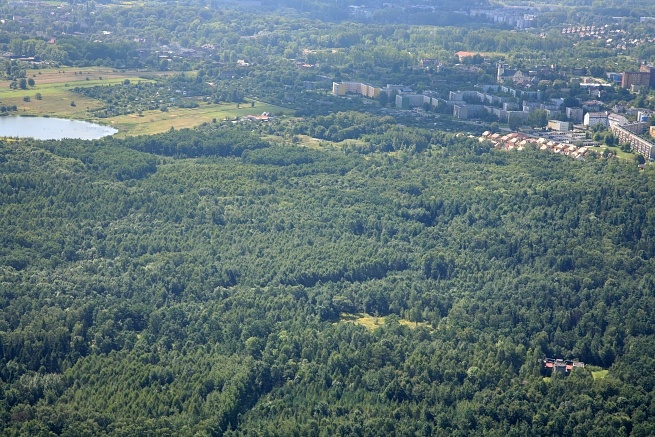
Teren górniczy kopalni z lotu ptaka, z lewej staw Brandka

Idea powstania kopalni Beuthen przy granicy polsko-niemieckiej związana była ze znalezieniem się kopalni węgla kamiennego Radzionkaugrube w Radzionkowie decyzją Rady Ambasadorów po stronie polskiej w 1922 r. Poprzez budowę nowej kopalni możliwa była  eksploatacja tych samych pokładów węgla po stronie niemieckiej . Stało się to tym istotniejsze po 1925 r., gdy rząd niemiecki zadecydował o wstrzymaniu importu węgla z Polski, co określono mianem wojny celnej między Polską a Niemcami . Prace przygotowawcze do powstania nowego zakładu górniczego prowadzono na terenach dawnego nadania kopalni Radzionkau  z wykorzystaniem jej szybu wentylacyjnego  . Budowa kopalni z równoczesnym rozpoczęciem wydobycia węgla sięga 1923 r. . Oficjalne zakończenie prac i uruchomienie zakładu miało miejsce w 1928 r.  . Założycielem i pierwszym właścicielem zakładu była firma The Henckel von Donnersmarck-Beuthen Estates Limited  . Zarząd kopalni mieścił się w Bytomiu przy Parkstrasse 1 (obecnie ulica Ignacego Chrzanowskiego). W 1929 roku głównym odbiorcą węgla z kopalni Beuthen była firma Caesar Wollheim, działająca głównie w przemyśle stoczniowym i maszynowym. Dynamiczny wzrost popytu wpłynął również na istotne zwiększenie zatrudnienia kopalni: z 1500 na początku 1929 r. do 2170 pracowników pod koniec roku. Przewidziano postawienie w związku z tym domów dla kadry i robotników przy ówczesnej Tarnowitzer Chaussee (obecnie ul. Strzelców Bytomskich) w Bytomiu, które wybudowano, tworząc zaczątek przygranicznej kolonii Bergmannsglück (niem. Szczęście Górnika, pot. śl. Bojtnerka)  . Wydobycie początkowo odbywało się z głębokości 311 metrów . Wyposażenie maszynowe było od początku w całości zelektryfikowane . Wieża wyciągowa Glückauf-Schacht miała wysokość 40 metrów . W 1938 r. zatrudnienie wyniosło około 2300 robotników przy rocznej wydajności przekraczającej milion ton węgla .
Po II wojnie światowej, 1945 r. kopalnia została znacjonalizowana i przekazana pod zarząd Bytomskiego Zjednoczenia Przemysłu Węglowego , z siedzibą w Bytomiu. Główny szyb wydobywczy przemianowano po wojnie na Kopernik . Przy kopalni od lipca 1945 r. istniał obóz pracy przymusowej dla więźniów, internowanych i jeńców. Pod koniec listopada 1945 r. przebywało w nim przeszło 700 osób. Obóz został zlikwidowany prawdopodobnie w 1947 roku . Najważniejsze powojenne inwestycje to: budowa nowego urządzenia skipowego, urządzeń podsadzkowych, podziemnego rurociągu przeciwpożarowego, zakładu prefabrykatów oraz zgłębienie dwóch szybów pomocniczych i rozbudowa zakładu przeróbki mechanicznej węgla . Powstała ponadto nowa łaźnia na szybie wentylacyjno-podsadzkowym.
1 stycznia 1975 kopalnia Bytom wraz z kopalnią Radzionków utworzyła Kopalnię Węgla Kamiennego Powstańców Śląskich  . W wyniku prowadzonych prac wydobywczych, na terenie górniczym kopalni Bytom teren obniżył się miejscami do 30 metrów. Utworzyła się także niecka osiadania, którą zajmuje bezodpływowy akwen Brandka . Eksploatację w rejonie szybu Kopernik dawnej kopalni Bytom od 2011 r. prowadzi Ekoplus Sp. z o.o. z Sosnowca .

## Wydobycie
Pomimo zalegania węgla w bardzo stromych pokładach, kopalnia osiągała dobre wyniki , co przedstawia poniższy wykres wielkości wydobycia węgla kamiennego w latach 1923–1970 (w tonach) [1923-1924,1938, 1970] [1929][1945-1959]:

## Zaplecze socjalne
Poza przedwojennymi domami mieszkalnymi dla robotników i urzędników, do 1960 r. kopalnia Bytom wybudowała przedszkole dla dzieci górników, Dom Górnika , szkołę górniczą w pobliżu zakładu, 3 bloki mieszkalne, 12 domów jednorodzinnych i 6 budynków dwurodzinnych, a także kino  na osiedlu Radzionków III. Powstał również Park Gier Sportowych przy kopalni oraz basen kąpielowy. Funkcjonował także Górniczy Klub Sportowy.

## Przypisy

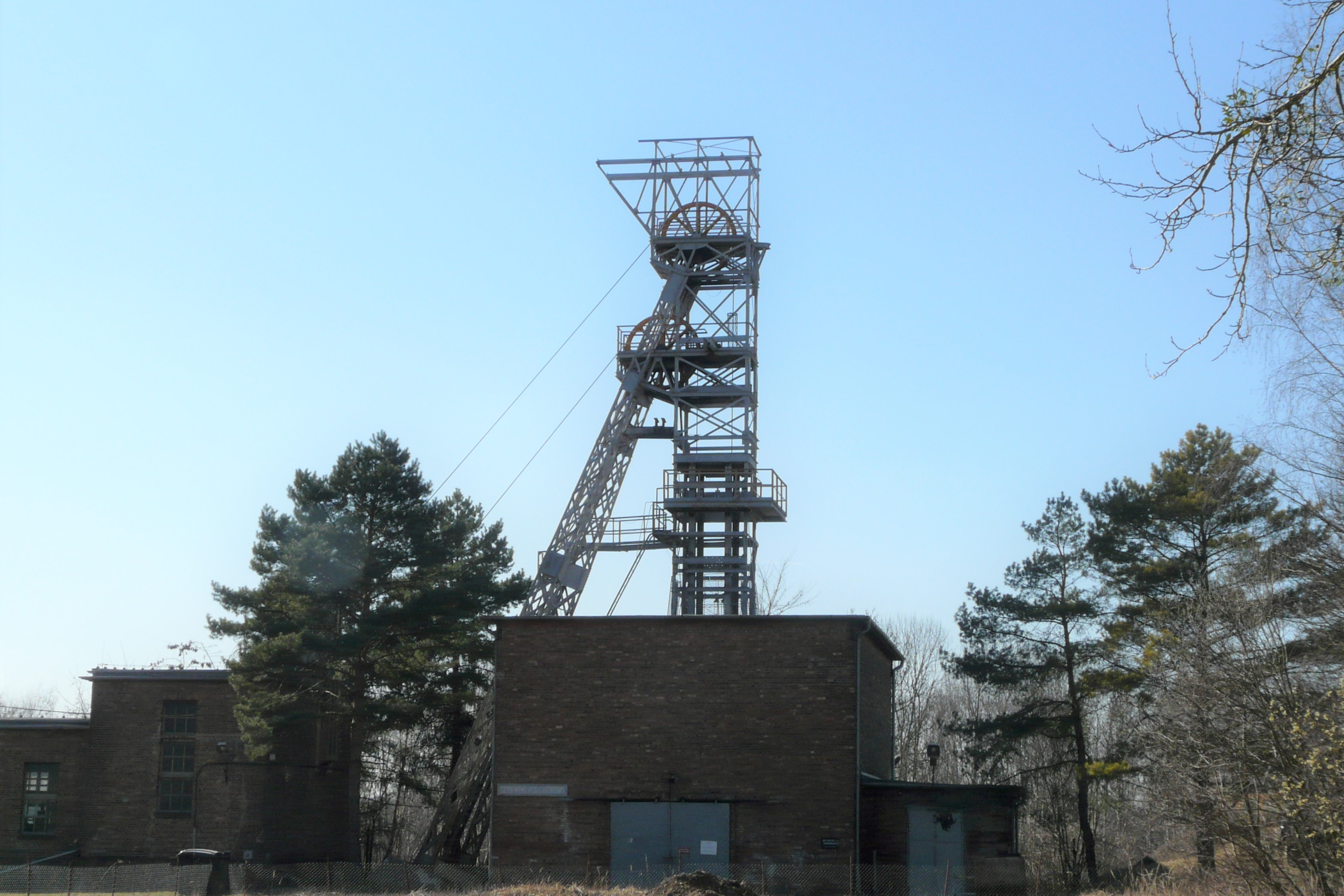
Wieża szybu podsadzkowego w Radzionkowie.